# A&P
The Great Atlantic and Pacific Tea Company (A&P) was een Amerikaanse supermarktformule.

## Historie
Het bedrijf werd in 1861 opgericht als Great American Tea Company, oorspronkelijk een groothandel in thee en koffie, door George Gilman in New York.
In 1863 opende het bedrijf de eerste vijf winkels in die stad. In 1869 richtte Gilman het bedrijf Great Atlantic & Pacific Tea Company op, om het toen nieuwe concept van voorverpakte thee te promoten. Vanaf 1871 werd George Huntington Hartford, binnen het bedrijf opgeklommen tot de top, verantwoordelijk voor de verdere expansie van A&P in Amerika, als eerste in Chicago. In 1875 had A&P al winkels in 16 steden. In 1878 maakte Gilman Hartford verantwoordelijk voor de operationele leiding van het bedrijf, dat toen 70 rijkelijk gesorteerde winkels telde en een postorderbedrijf (dat onder de naam Great American bleef opereren), met een gezamenlijke omzet van US$ 1 miljoen.
Rond 1925 was A&P uitgegroeid tot de grootste levensmiddelenketen van de Verenigde Staten, met 13.961 winkels. In 1936 werd de eerste zelfbedieningssupermarkt door A&P opgericht in Pennsylvania. Dat was zes jaar na de opening van de eerste supermarkt in de Verenigde Staten, in California, door Michael J. Cullen een voormalige A&P medewerker en nadat het bedrijf in 1933 19% aan omzet verloren had als gevolg van die concurrentie. In 1938 telde het bedrijf al 1100 supermarkten, die de kleinere winkels geleidelijk gingen vervangen. In 1950 had het bedrijf 4000 supermarkten en was het aantal kleinere winkels geslonken tot 500. De omzet bedroeg toen US$ 3,2 miljard.
Tot 1969 was A&P de grootste supermarktketen van de VS. In 1979 werd het bedrijf opgesplitst, waarbij het grootste deel van het concern in handen kwam van de Duitse firma Tengelmann. Tengelmann verkocht zijn aandelen in A&P Amerika in 2012.
In november 2015 zijn de Amerikaanse laatste A&P-supermarkten gesloten na een faillissement van het moederbedrijf. In juli 2015 waren alle winkels van A&P Canada verkocht voor US$ 1,7 miljard aan Metro Inc.. A&P Canada had een jaaromzet van US$ 4,4 miljard en telde ruim 32.000 medewerkers.

### Nederland
De supermarktketen van Jac Hermans werd in 1988 verkocht aan de firma Tengelmann. In het najaar van 1994 verdween de naam Jac Hermans uit het Nederlandse straatbeeld en gingen de winkels verder onder de naam A&P. In de jaren 2000-2003 zijn bijna alle A&P-winkels opgegaan in de Schuitema-formule C1000 (later Jumbo).